# Boulangerita
La boulangerita es un mineral de la clase de los minerales sulfuros. Fue descubierta en 1837 en Molières-sur-Cèze en la región Languedoc-Rosellón (Francia), siendo nombrada así en honor de Charles L. Boulanger, ingeniero de minas francés. Sinónimos poco usados son: bolidenita, embrithita, epiboulangerita, mullanita, orlandinita o yenerita.

## Características químicas
Es un sulfuro de plomo con aniones adicionales antimoniuro. Fácilmente confundible con la jamesonita, homeotipo de la lapatkaíta.
Además de los elementos de su fórmula, suele llevar como impurezas: cobre, cinc, estaño y hierro.

## Formación y yacimientos
Se forma en vetas hidrotermales en un medio de temperaturas moderadas a bajas.
Suele encontrarse asociado a otros minerales como: sulfosales de plomo, galena, estibina, esfalerita, pirita, arsenopirita, siderita o cuarzo.

## Usos
Es una mena importante de plomo y secundaria de antimonio.